# Dicraeus
Dicraeus är ett släkte av tvåvingar. Dicraeus ingår i familjen fritflugor.

## Dottertaxa tillDicraeus, i alfabetisk ordning[1][2]
- Dicraeus aberrans
- Dicraeus agropyri
- Dicraeus antennatus
- Dicraeus australis
- Dicraeus bothriochloae
- Dicraeus botriochloae
- Dicraeus chovdensis
- Dicraeus discolor
- Dicraeus elongatus
- Dicraeus fennicus
- Dicraeus flavescens
- Dicraeus flavipes
- Dicraeus fujianensis
- Dicraeus fuscipennis
- Dicraeus glabrina
- Dicraeus gressitti
- Dicraeus hirsutus
- Dicraeus humeralis
- Dicraeus ibadanensis
- Dicraeus incongruus
- Dicraeus ingratus
- Dicraeus ischaemi
- Dicraeus kaszabi
- Dicraeus kundiawae
- Dicraeus longinervis
- Dicraeus longisurstylus
- Dicraeus malaisei
- Dicraeus medleri
- Dicraeus miscanthi
- Dicraeus muricatus
- Dicraeus napaeus
- Dicraeus nartshukae
- Dicraeus niger
- Dicraeus nigriventris
- Dicraeus nigroantennatus
- Dicraeus nigropilosus
- Dicraeus nitidiventris
- Dicraeus nitidus
- Dicraeus novaehiberniae
- Dicraeus oboensis
- Dicraeus opacus
- Dicraeus orientalis
- Dicraeus pennisetivora
- Dicraeus phyllostachyus
- Dicraeus polonicus
- Dicraeus raptus
- Dicraeus rossicus
- Dicraeus rufostriatus
- Dicraeus sabroskyi
- Dicraeus scibilis
- Dicraeus setiger
- Dicraeus staclekbergi
- Dicraeus styriacus
- Dicraeus tibialis
- Dicraeus trivittatus
- Dicraeus vagans
- Dicraeus valaceus
- Dicraeus valkanovi
- Dicraeus vallaris
- Dicraeus valvaceus
- Dicraeus wilburi